# 韓国の歴史年表
大韓民国の歴史年表（だいかんみんこくのれきしねんぴょう）、または、韓国の歴史年表（かんこくのれきしねんぴょう）。

## 大韓民国臨時政府期（非独立）
- 1919年
  - 4月13日 - 中国の上海で大韓民国臨時政府(だいかんみんこくりんじせいふ)の樹立を宣言。
- 1940年
  - 9月17日 - 中華民国の支援を受け、中国の重慶で韓国光復軍を創設。
- 1945年
  - 8月15日 - 大日本帝国がポツダム宣言を受諾（日本の降伏）、朝鮮の日本統治終了決定。

## 連合軍軍政期（非独立）
- 1945年
  - 8月25日 - アメリカ軍の進駐部隊が朝鮮半島に初上陸
  - 9月7日 - アメリカ合衆国極東軍司令部が南朝鮮（北緯38度線以南の米軍占領地域）に軍政を布くことを宣言。大韓民国臨時政府の承認を拒否する。
  - 9月9日 - 朝鮮総督府が連合国軍（米軍）に降伏
  - 9月11日 - 米軍が占領行政機構として在朝鮮アメリカ陸軍司令部軍政庁を設置
  - 12月16日 - モスクワ三国外相会議
- 1946年
  - 10月1日 - 大邱10月事件が発生
- 1948年
  - 2月26日 - 国際連合が国連臨時朝鮮委員団（UNTCOK）の「任務遂行可能な地域」（南朝鮮）単独で新政府樹立のための総選挙実を決定
  - 4月3日 - 済州島四・三事件
  - 5月10日 - UNTCOK監視下で初代総選挙実施。
  - 7月17日 - 第一共和国（制憲）憲法制定
  - 8月15日 - 李承晩が大韓民国政府の樹立を宣言、初代大統領に就任。’’’大韓民国’’’が独立国家となる。

## 第一共和国期
- 1948年
  - 5月10日 - UNTCOK監視下で初代総選挙実施。
  - 7月17日 - 第一共和国（制憲）憲法制定
  - 8月15日 - 李承晩が大韓民国政府の樹立を宣言、初代大統領に就任。’’’大韓民国’’’が独立国家となる。
  - 10月19日 - 麗水・順天事件
- 1949年
  - 10月19日 - 共産党非合法化措置の断行。民主主義民族戦線傘下の南朝鮮労働党など133団体の登録を取り消し。
  - 12月1日 - 国家保安法を制定公布
  - 12月24日 - 聞慶虐殺事件
- 1950年
  - 5月30日 - 第2代総選挙、反李承晩系の南北協商派と中道勢力が過半数を占める。
  - 6月25日 - 金日成率いる北朝鮮（韓国側呼称：北韓）からの韓国への先制攻撃で、朝鮮戦争勃発。
  - 6月28日 - 朝鮮人民軍、ソウルを占領。（ソウル会戦）
  - 7月26日 - 老斤里事件
  - 夏 - 保導連盟事件
  - 9月15日 - 仁川上陸作戦
  - 9月28日 - 国連軍、ソウルを奪回。
  - 10月 - 中華人民共和国から中国人民志願軍参戦。
- 1951年
  - 1月4日 - 中朝軍、ソウルを再度占領。
  - 初頭 - 国民防衛軍事件
  - 1月6日 - 江華良民虐殺事件
  - 2月9日 - 居昌良民虐殺事件
  - 3月14日 - 国連軍、ソウルを再奪回。
  - 4月11日 - マッカーサー解任。
  - 12月23日 - 李承晩大統領、与党自由党を結成
- 1952年
  - 1月8日 - 李承晩ラインの宣言
  - 2月4日 - 第一大邦丸事件
  - 4月25日 - 基礎自治体である市・邑・面の議会議員選挙、翌月の5月10日には道議会の議員選挙が行われた。→1952年韓国地方議会選挙[1]
  - 5月25日 - 政府は「共産ゲリラの掃討」を名目に、釜山と周辺地域23郡に非常戒厳令を布告、翌26日に野党系の国会議員多数がスパイ容疑で憲兵隊に連行され、恫喝される（釜山政治波動）。
  - 7月4日 - 大統領を国会議員による間接選挙制から、国民からの直接選挙で選出する直選制に変更するための憲法改正案が可決される（抜粋改憲）。
  - 8月5日 - 大統領選挙、直接選挙制によって実施された選挙で李承晩大統領が2回目の当選を果たす。
- 1953年7月27日 - 朝鮮戦争休戦協定締結。北朝鮮との軍事境界線（DMZ）確定。
- 1954年
  - 5月20日 - 第3代総選挙、与党自由党が過半数の議席を占める。
  - 11月27日 - 大統領に重任制限規定を撤廃する事を主な内容とした憲法改正案が成立要件に必要な3分の2である136名に僅かに達せず否決された。しかし、四捨五入の論理を援用して135名の賛成をもってして改憲案が可決されたことを宣言（29日）、改憲案は与党自由党によって再可決された（→四捨五入改憲）。
- 1955年
  - 9月18日 - 民主国民党を中心とした反李承晩勢力が結集した保守政党の民主党が結成される。
- 1956年
  - 5月5日 - 民主党の大統領候補、申翼熙が遊説移動中の列車内で急死。
  - 5月15日 - 大統領選挙、李承晩（自由党）が大統領に3度目の当選を果たす。同時に行なわれた副大統領選では、張勉（民主党）が当選。
  - 8月8日 - 市・邑・面の首長と基礎議会の議員選挙。8月13日にはソウル特別市市議会と道議会の議員選挙が行われた。ソウルや釜山、大邱などの都市部では野党民主党が圧勝したが、全般的には与党自由党が過半数を占める結果となった。→1956年韓国地方選挙
  - 9月28日 - 5月の大統領選挙で当選した張勉副大統領（民主党）が、狙撃を受ける（張勉副大統領暗殺未遂事件）。
  - 11月10日 - 曺奉岩を中心とする進歩主義勢力が結集した進歩党が結成される。
- 1958年
  - 1月11日 - 野党進歩党の曺奉岩委員長ら党幹部が李承晩の次期大統領選挙当選の妨げになるとして[2]、北朝鮮のスパイと接触したことなどを名目に国家保安法違反容疑で逮捕され曺奉岩が処刑（59年7月31日）される（進歩党事件、2011年に冤罪事件であったことが証明）。
  - 2月16日 - 滄浪号ハイジャック事件
  - 5月2日 - 第4代総選挙。不正選挙が横行して、与党自由党が圧勝したが、憲法改正に必要な議席数（総定数203議席の三分の二）には届かず。一方、野党民主党はソウル市を初めとする都市部で議席数を大幅に増やす。
- 1959年
  - 12月4日 - 新潟日赤センター爆破未遂事件
- 1960年
  - 3月15日 - 大統領選挙（三一五不正選挙）
  - 4月19日 - 不正選挙を糾弾する大学生等がソウルでデモ、デモは全国に拡大。警官隊の発砲で死者多数（四月革命）。
  - 4月27日 - 李承晩退陣

## 第二共和国期
- 1960年
  - 7月29日 - 第5代総選挙、民主党が圧勝。
  - 8月12日 - 民議院・参議院の合同会議で民主党旧派の尹潽善が大統領に選出される。
  - 12月 - 地方選挙。初めてソウル特別市市長と道知事が選挙で選出された。→1960年韓国地方選挙
- 1961年
  - 5月16日 - 5・16軍事クーデター。

## 国家再建最高会議
- 1961年
  - 5月16日 - 軍事革命委員会を設置。議長には張都暎、副議長に朴正熙が就任。全国に非常戒厳令を公布。
  - 5月19日 - 軍事革命委員会を国家再建最高会議（最高会議）に改称。
  - 7月2日 - 張都暎最高会議議長が失脚、後任議長には朴正熙最高会議副議長が就任。
  - 7月4日 - 反共法公布
  - 8月12日 - 朴正熙最高会議議長、1963年夏に民政に政権を移譲することを発表。
  - 10月20日 - 第6次日韓会談（～64年4月）
- 1962年
  - 1月13日 - 第1次経済開発5カ年計画が確定
  - 3月22日 - 尹潽善大統領、政治活動浄化法に対する不満を表明、大統領職を辞任。
  - 6月10日 - 第2次通貨改革を実施、10対1で切り下げすると共に、通貨単位を「ファン」から「ウォン」に変更。
  - 12月2日 - 改憲案に対する国民投票を実施、8割近い賛成票で承認。
  - 12月26日 - 第三共和国憲法制定。
- 1963年
  - 2月26日 - 軍事クーデター勢力が中心となって、与党・民主共和党（総裁・朴正煕）が結成される。
  - 10月15日 - 大統領選挙、民主共和党（共和党）の大統領候補である朴正熙が、民政党の尹潽善を僅差で抑えて当選。
  - 11月26日 - 第6代総選挙、共和党が半数を超える議席を獲得して勝利。

## 第三共和国期
- 1963年
  - 12月16日 - 国家再建最高会議解散
  - 12月17日 - 第三共和国憲法発効、第6代国会の召集、朴正熙大統領の就任宣誓式挙行。第三共和国体制のスタート。
- 1964年
  - 1964年 - 1973年、ベトナム出兵。
  - 6月3日 - 首都ソウルで、日韓会談に反対する大規模デモ、政権打倒のスローガンまで登場。政府はソウル一円に非常戒厳令を宣布（6・3事態）。
- 1965年6月22日 - 日本国と大韓民国との間の基本関係に関する条約（日韓基本条約）締結
  - 8月14日 - 第一次人民革命党事件
- 1966年
  - 2月 - タイビン村虐殺事件
  - 9月22日 - 国会汚物投擲事件
- 1967年
  - 2月7日 - 民衆党や新韓党など保守野党勢力が結集して新民党が結成される。
  - 5月3日 - 第六代大統領選挙、共和党の朴正熙候補が新民党の尹潽善を抑えて2度目の当選を果たす。
  - 6月8日 - 第7代総選挙、朴正熙大統領の与党で共和党が国会の三分の二を上回る議席を獲得して圧勝。
  - 7月8日 - 東ベルリン事件
- 1968年
  - 1月21日 - 青瓦台襲撃未遂事件
  - 4月 - 1月に発生した青瓦台襲撃未遂事件を教訓に郷土予備軍が創設される。
  - 5月20日 - 釜山市電全廃。
  - 11月30日 - ソウル市電全廃。
  - 12月21日 - 京釜高速道路漢南IC-水原IC (22.4km) 開通（大韓民国初の高速道路）
- 1969年
  - 1月7日 - 尹致暎共和党議長代理、大統領の3選出馬を可能とする為の憲法改正、所謂「3選改憲」を検討することを表明。同日、野党新民党の金泳三院内総務は「いかなる改憲にも反対する」する旨の声明を発表。
  - 4月7日 - 権五柄文教部長官に対する野党提出の不信任案が、与党共和党の一部議員の造反で可決（4・8抗命事件）。現職閣僚の不信任動議が可決されたのは史上2番目。
  - 4月15日 - 共和党、4・8抗命事件を主導したと断定した議員5名を除名。
  - 7月25日 - 朴正熙大統領、大統領3選出馬の意志を表明（7・25談話）。
  - 7月29日 - 与党民主共和党、議員総会を開催。全員一致で朴大統領（同党総裁）の3選出馬意思表明を支持すると共に、改憲案の早期処理を決定。
  - 9月14日 - 憲法改正案、与党議員のみで強行可決。野党議員が本会議場を占拠する中、国会別館に集結し与党議員のみで改憲案を可決。
  - 10月17日 - 憲法改正国民投票。6割以上の賛成多数で改正案は承認。
  - 10月21日 - 改正憲法公布
  - 12月10日 - 大韓航空機YS-11ハイジャック事件
- 1970年
  - 1月7日 - 兪鎮午新民党総裁、病気を理由に辞意表明。
  - 1月26日 - 新民党の臨時党大会で、辞意表明した兪鎮午の後継総裁に、柳珍山副総裁を選出。
  - 4月8日 - 臥牛アパート崩壊、27名圧死、3～4名行方不明
  - 5月1日 - 李王朝最後の皇太子である李垠が死去
  - 4月22日 - セマウル運動
  - 6月2日 - 「五賊」筆禍事件、金芝河ら拘束
  - 7月1日 - 郵便番号制実施
  - 7月7日 - 京釜高速道路大田IC-東大邱IC開通。（これをもって全線開通）
  - 8月15日 - 朴正熙大統領、光復節の演説で初めて北朝鮮政権の存在を認める。同時に北朝鮮の対韓武力行使と戦争挑発行為の即時放棄を前提に、南北間の人為的障害を除去する方策を採る用意があることを表明（8・15宣言）。
  - 9月29日 - 新民党、翌年の大統領選挙における同党候補として金大中候補を選出。
  - 10月15日 - 金大中、新民党大統領候補指名後初の記者会見で當選後の政策目標を発表。
  - 11月13日 - 平和市場の被服工場に裁断士として勤務していた全泰壱が同工場における劣悪な労働条件に抗議して焼身自殺
  - 12月30日 - 湖南高速道路懐徳JCT-全州IC開通
- 1971年
  - 3月19日 - 釜山広域市古里で国内初の原子力発電所起工
  - 3月31日 - ソウル～釜山間に長距離自動電話が開通。
  - 4月27日 - 大統領選挙。朴正煕、金大中を破り大統領三選。
  - 5月25日 - 第8代総選挙で野党新民党躍進。
  - 7月8日 - 公州武寧王陵発掘。
  - 8月10日 - 広州大団地暴動
  - 8月23日 - 実尾島事件
  - 10月2日 - 10・2抗命波動
  - 10月15日 - 政府、衛戍令[3] を発動（11月9日に解除）。武装軍人を延世大学校、高麗大学校に出動。またソウル大学校や高麗、延世など8大学に無期休校令を布告。
  - 11月8日 - 米の消費節約に関する行政命令施行。全国の飲食店に対し、主食への雑穀20％以上混入と、毎週水曜と土曜には粉食のみの販売を義務づける。違反した店に対しては営業停止処分、場合によっては営業許可の取り消しの処分。
  - 12月6日 - 朴正熙大統領、「北朝鮮による南侵の脅威」を理由として「国家非常事態宣言」を布告。同月22日、与党共和党は大統領に非常大権を与えることを内容とした「国家安全保障に関する特別措置法」を国会に提出、単独で強行成立させた。
- 1972年
  - 2月17日 - ニクソン米大統領訪中。
  - 7月4日 - 南北共同声明発表。
  - 8月30日 - 北朝鮮首都平壌で「第一回南北赤十字会談」。

## 第四共和国期（維新体制）
- 1972年
  - 10月17日 - 非常戒厳令を宣布（10月維新）。憲法の一部条項の効力を停止、国会の解散、政治活動の禁止。
  - 11月21日 - 維新憲法案、国民投票で成立。（維新独裁体制）
  - 12月15日 - 第1回統一主体国民会議代議員選挙。
  - 12月23日 - 統一主体国民会議、朴正熙を大統領に選出。
- 1973年
  - 2月27日 - 第9代総選挙
  - 3月3日 - 韓国放送公社（KBS）発足。
  - 6月23日 - 金日成北朝鮮国家主席、「高麗民主連邦共和国」施政方針提唱。
  - 8月8日 - 金大中事件
- 1974年
  - 4月3日 - 民青学連事件
  - 4月28日 - 新民党柳珍山総裁が病死
  - 8月15日
    - 文世光事件（陸英修大統領夫人暗殺）
    - ソウル市地下鉄開通（ソウル駅～清凉里駅、現・ソウル交通公社1号線）

  - 8月19日 - 陸英修の国民葬。日本からは田中角栄総理が参列。
  - 8月23日 - 新民党、臨時党大会を開催。新総裁に金泳三を選出。
  - 10月24日 - 東亜日報の記者約180名が社内で集会を開き、「自由言論実践宣言」を採択。東亜放送、韓国日報、朝鮮日報、中央日報でも記者らによる集会が行われ、言論の自由を求める決議を採択した。
  - 11月22日 - フォード大統領が訪韓、朴正熙大統領と会談し、共同声明を発表。翌23日に離韓。
  - 11月27日 - 民主回復国民会議発足。
- 1975年
  - 2月12日 - 維新憲法の是非を問う国民投票実施（→大韓民国の国民投票 (1975年)）。維新体制支持が多数を占めた。
  - 3月17日 - 東亜日報、12日より言論の自由や解職記者の復職を求めて新聞製作を拒否し籠城していた同紙記者ら約150名を強制排除、新聞発行を正常化。
  - 4月9日 - 人民革命党再建委員会事件
  - 5月13日 - 大統領緊急措置第9号布告、反政府活動全面禁止
  - 9月1日 - 新国会議事堂竣工
  - 9月22日 - 民防衛隊発足式
- 1976年
  - 3月1日 - 在野指導者、民主救国宣言を発表。
  - 8月18日 - 板門店ポプラ事件（北朝鮮軍、米兵2名殺害）
  - 10月11日 - 全羅南道新安沖沈没船発見
- 1977年
  - 3月10日 - ジミー・カーター米大統領、在韓米軍の撤退発表
  - 6月19日 - 原子力発電所1号機点火
  - 11月11日 - 裡里駅でダイナマイトを満載した貨物列車が爆発（→裡里駅爆発事故）
- 1978年
  - 2月24日 - 尹潽善ら在野指導者、第2の「民主救国宣言」を発表。
  - 4月20日 - 大韓航空機銃撃事件
  - 5月18日 - 統一主体国民会議第2期代議員選挙　
  - 7月6日 - 統一主体国民会議、朴正熙を大統領に選出
  - 11月7日 - 米韓連合司令部発足
  - 12月12日 - 第10代総選挙、野党新民党、得票率で与党共和党を上回る。
  - 12月22日 - 政府、76年3月の民主救国宣言で逮捕拘束されていた金大中の刑執行停止と釈放、金芝河の懲役20年への減刑を発表（金大中は27日に釈放）。
- 1979年
  - 2月10日 - カーター米大統領、在韓米軍撤退中止を発表
  - 5月30日 - 新民党定期党大会で、総裁に対政府強硬派の金泳三を選出。
  - 6月29日 - カーター米大統領来韓
  - 8月11日 - 警察機動隊が新民党本部に籠城していたYH貿易の女子工員150名余りを強制排除。その際に女子工員や党職員と殴り合いになり、女子工員一名が死亡（→YH事件）。新民党は強制排除に対し、強く抗議。
  - 10月4日 - 国会、新民党総裁・金泳三除名（金泳三総裁議員職除名波動）
  - 10月16日 - 釜山で反政府デモ、馬山などに拡大（釜馬民主抗争）
  - 10月26日 - 朴正熙大統領、金載圭中央情報部長に射殺される（10・26事件）
  - 10月27日 - 済州道を除く全土に非常戒厳令
  - 11月3日 - 朴正熙大統領の国葬挙行。
  - 11月24日 - ソウル市明洞のYWCA講堂に在野人士が結婚式を名目に結集、統一主体国民会議による大統領選出に反対する「統一主体国民会議による暫定大統領選出阻止国民大会」を開催（YMCA偽装結婚式事件）。
  - 12月6日 - 統一主体国民会議、崔圭夏を大統領に選出
  - 12月12日 - 大統領緊急措置令第9号、政治犯を釈放
  - 12月12日 - 粛軍クーデター、全斗煥保安司令官など新軍部が、韓国軍の実権を掌握。
- 1980年
  - 2月29日 - 政府はこの日、金大中や尹潽善など687名の公民権回復を発表。
  - 4月21日 - 江原道舎北邑の東原炭鉱で労働組合員など3,000名がデモ、賃金の大幅引き上げや労組支部長退陣などを要求し、村を数日間占拠した（舎北事態）。警察官1名が死亡、重軽傷者40名余り。
  - 5月2日 - 民主化を求める学生デモ全国に拡大
  - 5月17日 - 非常戒厳令を全国に拡大（5・17非常戒厳令拡大措置)。
  - 5月18日 - 戒厳軍、光州で武装した学生・市民と衝突（～27日、光州事件）
  - 5月24日 - 金載圭中央情報部長の死刑執行
  - 5月30日 - 国家保衛非常対策委員会が設置。トップの委員長には全斗煥保安司令官兼中央情報部部長代理が就任。
  - 7月31日 - 『創作と批評』や『シアレソリ』など、定期刊行出版物172誌の登録取り消し（言論統廃合の一環として行なわれた）。
  - 8月1日 - 戒厳司令部は、金大中など24名を内乱陰謀罪で軍法会議に起訴したことを発表。
  - 8月13日 - 金泳三新民党総裁が政界引退を表明。
  - 8月27日 - 統一主体国民会議、全斗煥を大統領に選出（→1980年大韓民国大統領選挙）
  - 9月17日 - 普通軍法会議。金大中被告に対し内乱罪を適用、死刑判決が下される。その他の被告23名にも2～20年の実刑を言い渡された。

## 第五共和国期
- 1980年
  - 10月22日 - 第5共和国憲法草案に対する国民投票実施、翌23日に91.6％の賛成で憲法確定（→1980年大韓民国の国民投票）。
  - 11月17日 - 言論統廃合措置の一環として、マスメディア業界の再編実施。東洋放送（TBC）と東亜放送（DBS）は韓国放送公社（KBS）に、新亜日報は京郷新聞に、ソウル経済は韓国日報にそれぞれ吸収。
  - 11月19日 - 大韓航空015便着陸失敗事故
  - 11月28日 - 日韓の間で初めて海底ケーブルが設置。これにより通信回線は5倍となった。
  - 12月11日 - 反体制詩人金芝河など8名の刑執行を停止、釈放。
- 1981年
  - 1月15日 - 新軍部勢力が主体となって全斗煥政権与党の民主正義党（民正党）が結成される。
  - 1月23日 - 大法院上告審で金大中被告の死刑が確定。しかし同日、全斗煥大統領は特赦を実施、金大中を死刑から無期懲役に減刑した。
  - 1月24日 - 非常戒厳令解除
  - 2月25日 - 大統領間接選挙で全斗煥当選（→1981年大韓民国大統領選挙）
  - 3月25日 - 第11代総選挙、与党・民正党が安定多数議席を確保。
  - 9月30日 - 88年オリンピック、ソウル開催決定
- 1982年
  - 1月1日 - 文教部、中高生の制服、髪型の自由化発表
  - 1月5日 - 夜間通行禁止令全面解除
  - 3月18日 - 釜山にあるアメリカ文化院に反米主義者の学生達が放火（→釜山アメリカ文化院放火事件）　
  - 5月7日 - 1400億ウォン相当の手形詐欺で張玲子逮捕（李・張事件）
  - 12月23日 - 内乱陰謀容疑で懲役刑を受けていた金大中の刑執行が停止され、病気治療を名目に渡米。
- 1983年
  - 1月1日 - 公職者倫理法発表
  - 1月11日 - 中曽根康弘首相、現職首相として初めて韓国訪問
  - 5月18日- 金泳三、政治活動規制措置の解除を求めてハンガーストライキを開始。
  - 6月9日 - 金泳三、ハンガーストライキを中止。
  - 9月1日 - 大韓航空機撃墜事件
  - 10月9日 - ラングーン事件
- 1984年
  - 4月2日 - 安全企画部、78年香港失踪の有名女優、映画監督の北朝鮮拉致事実公表
  - 5月3日 - ローマ教皇ヨハネ・パウロ2世来韓
  - 9月6日 - 全斗煥大統領、韓国元首として初めて日本を公式訪問
  - 11月15日 - 板門店で第1回南北経済会議
- 1985年
  - 1月18日 - 政治活動禁止措置解除者を主軸に、新韓民主党（新民党）が結成される。
  - 2月8日 - 病気治療で渡米中の金大中が帰国。
  - 2月12日 - 第12代総選挙、新民党が都市部を中心に躍進。野党第一党に浮上。
  - 5月23日 - 大学生75名が光州事件に対する米国政府の謝罪などを要求してソウルのアメリカ文化院図書室を占拠籠城（→ソウルアメリカ文化院占拠籠城事件）
  - 7月19日 - 釜山地下鉄初開通
  - 9月20日 - 南北離散家族故郷訪問団などソウル、平壌を相互訪問
- 1986年
  - 3月13日 - 北朝鮮に拉致されていた映画監督・申相玉、女優・崔銀姫、オーストリアから米国に脱出
  - 5月3日 - 「直選制改憲1000万署名運動」仁川・京畿道支部結成大会が新民党を批判する急進的民主化運動勢力のデモと警察の暴力的鎮圧で中止に追い込まれる（→5・3仁川事態）。
  - 8月2日 - 新・国立中央博物館、旧総督府を改造して開館
  - 9月20日 - 第10回アジア競技大会ソウル開催、中国代表団参加
- 1987年
  - 1月14日 - ソウル大学校言語学科の学生である朴鍾哲が警察での取調中に拷問で死亡する。
  - 4月13日 - 全斗煥大統領、年内の改憲論議中止と現行憲法による大統領選挙（間選制）実施を表明する（4・13護憲措置）　
  - 5月1日 - 金泳三を総裁とする統一民主党（民主党）結成。
  - 6月9日 - 延世大学経営学科2年の李韓烈、デモ中に戦警が発射した催涙弾の直撃を受け重体となる（7月5日に死亡）。
  - 6月10日 - 学生拷問致死事件の糾弾と改憲を求める反政府デモ広がる。→6月民主抗争

## 第六共和国期
- 1987年
  - 6月29日 - 大統領候補盧泰愚、大統領直接選挙制への改憲や金大中氏の赦免・復権など八項目からなる「民主化宣言」を発表
  - 7月1日 - 電話の全国完全自動化達成[4]
  - 8月5日 - 盧泰愚、民正党総裁就任
  - 8月29日 - 京畿道龍仁郡で32名集団遺体発見[5]（五大洋集団死事件）
  - 10月27日 - 大統領直接選挙制の改憲案、国民投票で成立→1987年大韓民国の国民投票　
  - 11月29日 - 大韓航空機爆破事件
  - 12月3日 - 中部高速道路開通（江一インターチェンジ-南二ジャンクション）
  - 12月15日 - 真由美こと金賢姫ソウル移送
  - 12月16日 - 大統領選挙、16年ぶりの大統領直接選挙で民主正義党の大統領候補である盧泰愚が、当選
- 1988年
  - 2月22日 - 国内初のAIDS患者発見を発表

### 盧泰愚大統領
- 1988年
  - 1月1日 - 国民年金制と最低賃金制が施行。
  - 2月25日 - 盧泰愚、大統領就任
  - 4月26日 - 第13代総選挙で与党民正党過半数割れ
  - 9月17日 - 1988年ソウルオリンピック開催（同年10月2日まで）
  - 11月23日 - 全斗煥前大統領、5共非理問題で謝罪し、隠遁
- 1989年
  - 3月25日 - 文益煥牧師、北朝鮮訪問（帰国後、逮捕）
  - 7月1日 - 平壌世界青年学生祝典に韓国女子大生・林秀卿参加（帰国後、逮捕）
  - 7月12日 - ソウル市内にロッテワールドがオープン。
  - 9月11日 - 盧泰愚大統領、韓民族共同体統一法案発表
- 1990年
  - 1月22日 - 民主正義党総裁の盧泰愚大統領と、統一民主党の金泳三総裁及び新民主共和党の金鍾泌総裁が青瓦台で会談し、3党を合同して「民主自由党」（民自党）を結成することを宣言（2月9日に合同大会を開催、正式に発足）。
  - 9月30日 - ソ連と国交樹立
- 1991年
  - 3月26日 - 1961年の軍事クーデター以降、停止されていた地方自治復活の一環として、市・区・郡議会の議員選挙が実施される。
  - 6月20日 - ソウル特別市や釜山直轄市（当時）など6大都市と九つの道議会の議員選挙が実施、与党民自党が圧勝。→地方議会選挙 (韓国 1991)
  - 9月17日 - 北朝鮮 と南北朝鮮で国連同時加盟、バルト三国のリトアニア、エストニア、ラトビアも加盟
- 1992年
  - 3月24日 - 第14代総選挙、与党の民主自由党は過半数を下回る。
  - 12月18日 -　大統領選挙、民自党の金泳三候補が民主党の金大中に大差をつけて当選。

### 金泳三大統領(文民政権)
- 1993年
  - 2月25日 - 金泳三、第14代大統領に就任。
  - 8月7日 - 大田でエキスポ`93（大田世界博覧会）開催。
- 1994年
  - 10月21日 - ソウル市の聖水大橋の崩落事故。
- 1995年
  - 6月27日 - 第一回全国同時地方選挙。与党民自党は、ソウル特別市市長選挙で候補が落選するなど、敗北。
  - 6月29日 - ソウル市の三豊百貨店の建物の半分が崩壊。
  - 9月5日 -　政界復帰を表明した金大中が新政治国民会議（国民会議）を結成。
- 1996年
  - 4月11日 - 第15代総選挙、与党の新韓国党は善戦。国民会議の金大中総裁は落選。
  - 5月31日 - 2002年 サッカーワールドカップ、韓日共同開催を決定。
  - 9月18日 - 江陵浸透事件
  - 12月12日 - OECD（経済協力開発機構）に加盟。
- 1997年
  - 4月17日 - 全斗煥、盧泰愚元大統領の有罪判決が確定。
  - 7月15日 - 起亜財閥が事実上の破綻。
  - 11月21日 - 通貨危機（ウォンの下落）。IMF（国際通貨基金）に支援を要請。
  - 12月19日 - 大統領選挙投開票。新政治国民会議の金大中候補が、ハンナラ党の李会昌を僅差で抑えて当選。韓国の憲政史上初めて選挙を通じた与野党の政権交代が実現。

### 金大中大統領(国民の政府)
- 1998年
  - 2月25日 - 金大中、第15代大統領に就任。
  - 6月4日 － 第二回全国同時地方選挙。与党国民会議は地盤の全羅道以外にソウル特別市市長選挙や京畿道知事選挙など首都圏で勝利を収めた。
- 2000年
  - 1月12日 - 約460の市民団体により2000年総選市民連帯（総選連帯）結成。(以降、総選挙に向けて落選運動を展開。)
  - 1月13日 - 朴泰俊議員、首相就任（～5月18日）
  - 3月10日 - 訪欧中の金大中大統領、「ベルリン宣言」発表（現地時間9日）
  - 4月13日 - 第16代総選挙。ハンナラ党133議席、新千年民主党（民主党）115議席、自民連17議席。
  - 5月23日 - 李漢東（イ・ハンドン）議員（自民連）、首相就任（～6月28日）
  - 6月13日 - 金大中大統領、平壌訪問。金正日朝鮮民主主義人民共和国国防委員長と会見
  - 6月15日 - 「6.15南北共同宣言」署名
  - 8月15日 - 「第1回南北離散家族相互訪問」。南北100人ずつが各首都のソウルと平壌を訪問。
  - 8月24日 - 韓国政府、南北自由往来に備え京義線鉄道・道路建設計画発表。
  - 9月18日 - 京義線復旧工事着手
  - 9月25日 - 現代峨山グループ4,000億ウォン対北支援疑惑発覚
  - 10月1日 - それまでの生活保護法に代わり新たに「国民基礎生活保障法」（参照）が施行される。
  - 10月13日 - 金大中大統領、ノーベル平和賞受賞
  - 11月10日 - 超高速インターネット加入者1,000万人突破
  - 11月20日 - 現代建設自救案発表
- 2001年
  - 1月6日 - IMF資金先払い返済発表
  - 2月1日 - 政府、現代建設債権者に支払い保証発表
  - 2月19日 - ストライキ中の大宇自動車富平工場に機動隊4,200人突入し、労組員らを排除。（この年労働運動高潮）
  - 3月21日 - 現代財閥創業者鄭周永（チョン・ジュヨン）死去
  - 3月29日 - 仁川国際空港開港。
  - 5月18日 - 金大中大統領三男、金弘傑（キム・ホンギョル）斡旋収賄容疑で逮捕
  - 6月3日 - ストライキ中の暁星蔚山工場に警官3,600人突入。
  - 6月21日 - 金大中大統領次男、金弘業（キム・ホンオプ）斡旋収賄容疑で逮捕
  - 10月26日 - SBSにおいてアジア初のデジタル地上波放送開始。
  - 11月5日 - KBS、EBSが地上波デジタル放送開始。
  - 11月13日 - 金大中大統領、新千年民主党総裁職を辞任。
- 2002年
  - 4月15日 - 中国国際航空129便墜落事故で129人が死亡。
  - 5月31日 - 日韓ワールドカップ開催（～6月30日）ブラジル優勝、韓国4位
  - 6月13日 - 京畿道楊州郡広積面孝村里で女子中学生2名が米第2歩兵師団工兵隊装甲車にひき殺される。（議政府米軍装甲車女子中学生轢死事件）。同日、第三回全国同時地方選挙が行われ、首都ソウル市の市長に李明博（イ・ミョンバク）が当選するなど野党ハンナラ党が圧勝。
  - 6月29日 - 黄海上で南北警備艇軍事衝突、韓国側6人戦死。（第2延坪海戦）
  - 7月11日 - 梨花女子大総長・張裳（チャン・サン）、首相代理に就任
  - 7月31日 - 国会、張裳の首相就任案を否決
  - 8月15日 - 女子中学生追悼と主権回復のための人間の鎖市民集会
  - 9月29日 - 第14回釜山アジア競技大会（～10月14日）
  - 11月20日 - 米軍事裁判で女子中学生2名をひき殺した米兵2名に無罪判決
  - 12月7日 - ソウル市民2万人、米大使館前でローソク・デモ
  - 12月19日 - 大統領選挙の投開票。盧武鉉候補1,202万票、李会昌（イ・フェチャン）候補1,144万票。盧武鉉が大統領に当選。
  - 12月21日 - キャンドル・デモ、在ソウル米大使館包囲
- 2003年
  - 1月25日 - SQL Slammer(ワーム)により約9時間に渡りインターネットがマヒ。（『インターネット大乱』）
  - 2月18日 - 大邱地下鉄1号線放火事件。192名死亡、148名負傷。

### 盧武鉉大統領(参与政府)
- 2003年
  - 2月25日 - 盧武鉉、第16代大統領に就任。
  - 2月27日 - 高建・元首相（官僚出身）、首相に就任
  - 5月11日 - 盧武鉉大統領訪米（～17日）
  - 6月6日 - 盧武鉉大統領、権良淑（クォン・ヤンスク）夫人とともに国賓として訪日。
  - 8月4日 - 鄭夢憲・現代峨山会長、社屋屋上から投身自殺（対北送金事件）。
  - 8月8日 - 大邱市内の京釜線において列車衝突事故（無窮花列車と貨物列車）
  - 8月21日 - 第22回夏季ユニバーシアード大邱大会開催（-31日）。北朝鮮も統一旗の下で参加。
  - 9月12日 - 台風メミ（蝉）韓国南部を襲う。死亡・失踪131名、負傷376名。
  - 11月17日 - ドナルド・ラムズフェルド米国防長官韓国を訪問し、盧武鉉大統領と会見
  - 11月18日 - ラムズフェルド国防長官、東豆川市の米第2歩兵師団基地キャンプ・ケーシーを訪問
  - この年の自殺率は10万人中24で、1983年統計開始後史上最高となった。これまで最高だった1999年の19.9より4ポイント高い（統計庁、2004年9月22日）。
- 2004年
  - 1月29日 - ソウル日本人学校園児襲撃事件
  - 3月12日 - 盧武鉉韓国大統領弾劾訴追が国会を通過[6]
  - 4月1日 - KTXが開通。
  - 4月15日 - 第17代総選挙、盧武鉉大統領の事実上の与党、開かれたウリ党が過半数を制する議席を確保（152議席）。左翼系の民主労働党も10議席を獲得し、念願の院内進出を果たす。
  - 5月14日 - 憲法裁判所、盧武鉉韓国大統領弾劾訴追を棄却。
  - 10月21日 - 憲法裁判所、「行政首都移転法」を違憲と判断。
- 2005年 - 2005年韓国の事件も参照
  - 2月3日 - 憲法裁判所が戸主制に対して違憲と判断。
  - 9月 - 清渓川復元。
- 2006年
  - 4月20日 - 韓明淑（ハンミョンスク）、女性初の国務総理（首相）に就任（～2007年3月）
  - 5月31日 - 第四回全国同時地方選挙、野党ハンナラ党が圧勝。与党ウリ党は、広域自治団体選で全羅北道知事一名の当選に留まるなど惨敗。
  - 10月9日 - 北朝鮮、初めての地下核実験に成功と発表。（北朝鮮の核実験）
- 2007年
  - 1月23日 - 人民革命党事件に対して最高裁判所が無罪を宣告。
  - 10月2日 - 第2次南北首脳会談開催。「南北関係発展と平和繁栄のための宣言」発表。
  - 12月19日 - 大統領選挙、ハンナラ党の李明博候補が民主新党の鄭東泳候補や無所属の李会昌候補に大差をつけて勝利。10年ぶりに保守勢力が政権を奪回。

### 李明博大統領(実用政府)
- 2008年
  - 2月25日 - 李明博、第17代大韓民国大統領に就任。
  - 4月9日 - 第18代総選挙、与党ハンナラ党が過半数を制する議席を確保（153議席）。旧与党勢力が主体となって結成された統合民主党は惨敗。
  - 4月18日 - 韓米牛肉交渉が妥結。農林水産食品部、米国産輸入牛肉の全面開放を発表。
  - 4月19日 - 韓米首脳会談、ワシントンで開催される。李明博大統領、ブッシュ大統領と会談。
  - 4月21日 - 日韓首脳会談、東京で開催。李明博大統領、福田康夫内閣総理大臣と会談。日韓経済連携協定については、6月に実務協議を再開することで合意した。
  - 5月2日 - 米国産輸入牛肉の全面開放に抗議するキャンドル集会、開始。
  - 5月29日 - 第17代国会が任期満了。韓米FTA批准同意案などが廃案となる。
  - 6月4日 - 地方自治団体長（2箇所）と地方議員（12名）の再補選でハンナラ党が惨敗。
  - 6月10日 - キャンドル集会が最大規模に達する。警察発表で10万人、主催者推定では70万人余りが参加。
  - 6月19日 - 李明博大統領、特別記者会見の席において牛肉輸入を巡る騒動で国民に謝罪。朝鮮半島大運河は国民が反対するなら推進しないと言明。
  - 7月3日 - ハンナラ党、新代表（代表最高委員）に朴熺太を選出。
  - 7月6日 - 民主党、新代表に丁世均を選出。党名を「統合民主党」から「民主党」に改名。
  - 7月10日 - 第18代国会議長に、ハンナラ党の金炯旿を選出。　
  - 7月11日 - 北朝鮮の金剛山で韓国人観光客が射殺される。
  - 8月9日 - 韓中首脳会談、ソウルで開催。李明博大統領と胡錦涛国家主席が会談。
  - 9月4日 - ポスコ、世界最大規模、年間発電量50メガワットの燃料電池工場を稼働。
  - 10月7日 - 100大国政課題発表。大運河事業については除外。
  - 10月16日 - 東洋建設工業、新安に世界最大規模の太陽光発電所（発電容量：24メガワット）の建設を発表
  - 10月21日 - LG電子は、太陽電池事業の本格に向け、約2,200億ウォンの投資することを決定。　
  - 11月20日 - 統一部、北朝鮮向けのビラ散布に対して遺憾の意を表明。
  - 11月22日 - ペルーの首都リマで韓米首脳会談。李大統領、ブッシュ大統領と最後の会談。
  - 12月1日 - 北朝鮮、南北間の通行を大幅に制限する「12月1日付措置」実施
  - 12月13日 - 日韓中首脳会議、福岡で開催。李大統領、麻生太郎首相、温家宝中国首相と会談。
- 2009年
  - 1月6日 - 政府、4大江（漢江、洛東江、錦江、栄山江）整備事業をはじめとする「グリーンニューディール事業」の内容を確定。
  - 1月9日 - 上海汽車、双竜自動車の法廷管理をソウル中央地裁に申請
  - 1月20日 - ソウル竜山地区の再開発に反対して籠城した住民が警官隊と衝突、双方の6名が死亡。
  - 4月22日 - 韓米FTA批准案が国会外交通商統一委員会を通過
  - 4月26日 - 検察、不正資金疑惑と関連して盧武鉉前大統領に出頭を要請。
  - 4月29日 - 国会議員再・補欠選挙、与党ハンナラ党は全敗
  - 4月30日 - 検察、不正資金疑惑と関連して盧前大統領を調査
  - 5月26日 - 盧前大統領を調査が自宅裏山から投身して死亡。
  - 5月29日 - 26日に死亡した盧前大統領の国民葬が執り行われた。
  - 6月8日 - 政府、本事業費規模約17億兆ウォンの4大江整備事業マスタープランを発表。開城工業団地入居企業が注文減少と身辺安全の問題で撤退を決定。
  - 7月1日 - 非正規職法が施行。非正規雇用は最大2年に制限。
  - 7月22日 - 国会でメディア3法（新聞法、インターネットマルチメディア放送事業法、放送法）を強行採決で可決
  - 8月6日 - 双竜自動車労働組合、ストライキ突入。76日後に労使交渉妥結。
  - 8月18日 - 金大中元大統領が肺炎により死亡。
  - 8月23日 - 金大中元大統領の国葬。
- 2010年
  - 12月18日 - 黄海中国漁船転覆事件

### 朴槿恵大統領
- 2013年
  - 2月25日 - 朴槿恵、第18代大韓民国大統領に就任。
  - 7月18日 - 泰安私設海兵隊キャンプ水難事故
- 2014年
  - 2月17日 - 慶州マウナオーシャンリゾート体育館崩壊事故
  - 4月16日 - セウォル号沈没事故[7]
- 2017年
  - 3月10日 - 憲法裁判所が朴槿恵大統領の罷免を全員一致で決定し即日罷免された。2016年12月9日から、黄教安大統領職務代行。

### 文在寅大統領
- 2017年
  - 5月10日 - 文在寅、第19代大韓民国大統領に就任。
- 2018年
  - 2月9日 - 2018年平昌オリンピック開催（同年2月25日まで）
  - 4月27日 - 北朝鮮の金正恩国務委員会委員長と第三次南北首脳会談を実施、「板門店宣言」署名。

### 尹錫悦大統領
- 2022年
  - 3月 - 2022年大韓民国大統領選挙では、尹錫悦が当選した[8]。
  - 10月29日 - ソウル梨泰院雑踏事故で158人が死亡。
- 2024年
  - 7月1日 - ソウル市庁駅交差点車両突進事故で9人が死亡。
  - 12月3日 - 尹錫悦大統領が非常戒厳を宣言し、6時間後に解除される[9]。
  - 12月29日 - チェジュ航空2216便事故で乗員・乗客179名が死亡。

### 李在明大統領
- 2025年
  - 3月6日 - 2025年抱川誤爆事故
  - 6月 - 2025年大韓民国大統領選挙では、李在明が当選した[10]。